# Fed Cup 1995
Navigation
Édition précédente Édition suivante
La Fed Cup 1995 est la 33e édition du plus important tournoi de tennis opposant des équipes nationales féminines.
La finale, qui s'est tenue à Valence les 25 et 26 novembre, voit l'Espagne s'imposer face aux États-Unis (trois points à deux).

## Organisation
À partir de cette 33e édition, l’organisation de la Coupe de la Fédération, rebaptisée Fed Cup, est modifiée en profondeur. Le groupe mondial est réduit à huit équipes et un groupe mondial II, également constitué de huit équipes, est mis en place. Un système de play-offs organise les promotions et relégations entre les groupes mondiaux I et II et entre les groupes par zones géographiques et le groupe mondial II. 
Trois dates (avril, juillet et novembre) sont réservées au calendrier pour les rencontres de Fed Cup. Au lieu de l'organisation de toutes les rencontres en un seul endroit (de 1963 à 1994), chaque rencontre est désormais organisée au domicile de l'une ou l'autre des équipes qui, sur un week-end, se rencontrent en face-à-face. 
Chaque rencontre se joue désormais au meilleur des cinq matchs, soit quatre simples et un double.

## Résultats

### Groupe mondial I
Le groupe mondial I compte huit équipes, celles ayant atteint les quarts de finale de l'édition précédente.
Les équipes vaincues au premier tour disputent les play-offs I.

#### Tableau
|  | 1/4 de finale 22 - 23 avril | 1/4 de finale 22 - 23 avril |            |         | 1/2 finale 22 - 23 juillet | 1/2 finale 22 - 23 juillet |         |   | Finale 25 - 26 novembre | Finale 25 - 26 novembre |
|  |                             |                             |            |         |                            |                            |         |   |                         |                         |
|  | Bulgarie                    | 2                           |            |         |                            |                            |         |   |                         |                         |
|  | Espagne                     | 3                           |            |         |                            |                            |         |   |                         |                         |
|  | Espagne                     | 3                           |            | Espagne | 3                          |                            |         |   |                         |                         |
|  |                             |                             |            | Espagne | 3                          |                            |         |   |                         |                         |
|  |                             |                             | Allemagne  | 2       |                            |                            |         |   |                         |                         |
|  | Allemagne                   | 4                           | Allemagne  | 2       |                            |                            |         |   |                         |                         |
|  | Allemagne                   | 4                           |            |         |                            |                            |         |   |                         |                         |
|  | Japon                       | 1                           |            |         |                            |                            |         |   |                         |                         |
|  | Japon                       | 1                           |            |         |                            |                            | Espagne | 3 |                         |                         |
|  |                             |                             |            |         |                            |                            | Espagne | 3 |                         |                         |
|  |                             | États-Unis                  | 2          |         |                            |                            |         |   |                         |                         |
|  | France                      | États-Unis                  | 2          | 3       |                            |                            |         |   |                         |                         |
|  | France                      |                             |            | 3       |                            |                            |         |   |                         |                         |
|  | Afrique du Sud              | 2                           |            |         |                            |                            |         |   |                         |                         |
|  | Afrique du Sud              | 2                           |            | France  | 2                          |                            |         |   |                         |                         |
|  |                             |                             |            | France  | 2                          |                            |         |   |                         |                         |
|  |                             |                             | États-Unis | 3       |                            |                            |         |   |                         |                         |
|  | États-Unis                  | 5                           | États-Unis | 3       |                            |                            |         |   |                         |                         |
|  | États-Unis                  | 5                           |            |         |                            |                            |         |   |                         |                         |
|  | Autriche                    | 0                           |            |         |                            |                            |         |   |                         |                         |

#### Quarts de finale
| Bulgarie - Espagne - 2 : 3 Darvenitza, Sofia, Bulgarie 22 - 23 avril, Moquette (int.) |                                    |                                    |          |
| 1                                                                                     | Katerina Maleeva                   | Arantxa Sánchez                    | 3-6, 3-6 |
| 1                                                                                     | Magdalena Maleeva                  | Conchita Martínez                  | 2-6, 4-6 |
| 1                                                                                     | Magdalena Maleeva                  | Arantxa Sánchez                    | 6-3, 6-3 |
| 1                                                                                     | Katerina Maleeva                   | Conchita Martínez                  | 2-6, 1-6 |
| 1                                                                                     | Katerina Maleeva Magdalena Maleeva | Neus Avila-Bonastre Virginia Ruano | 6-0, 6-1 |

| Allemagne - Japon - 4 : 1 Freiburg TC, Fribourg-en-Brisgau, Allemagne 22 - 23 avril, Terre (ext.) |                             |                         |               |
| 2                                                                                                 | Anke Huber                  | Kyoko Nagatsuka         | 6-0, 5-7, 6-4 |
| 2                                                                                                 | Sabine Hack                 | Mana Endo               | 6-4, 7-65     |
| 2                                                                                                 | Anke Huber                  | Mana Endo               | 6-3, 7-5      |
| 2                                                                                                 | Meike Babel                 | Kyoko Nagatsuka         | 6-3, 4-6, 6-3 |
| 2                                                                                                 | Meike Babel Barbara Rittner | Kimiko Date Ai Sugiyama | 2-6, 1-6      |

| France - Afrique du Sud - 3 : 2 Metz SC, Metz, France 21 - 22 avril, Terre (ext.) |                               |                                |          |
| 3                                                                                 | Julie Halard                  | Amanda Coetzer                 | 2-6, 4-6 |
| 3                                                                                 | Mary Pierce                   | Joannette Kruger               | 6-4, 6-3 |
| 3                                                                                 | Mary Pierce                   | Amanda Coetzer                 | 4-6, 3-6 |
| 3                                                                                 | Julie Halard                  | Joannette Kruger               | 6-4, 7-5 |
| 3                                                                                 | Julie Halard Nathalie Tauziat | Mariaan de Swardt Elna Reinach | 7-5, 6-2 |

| États-Unis - Autriche - 5 : 0 Turnberry Isle Club, Aventura, États-Unis 22 - 23 avril, Dur (ext.) |                                    |                             |               |
| 4                                                                                                 | Amy Frazier                        | Judith Wiesner              | 3-6, 6-4, 6-3 |
| 4                                                                                                 | Mary Joe Fernández                 | Barbara Schett              | 6-2, 6-4      |
| 4                                                                                                 | Mary Joe Fernández                 | Judith Wiesner              | 6-3, 2-6, 6-3 |
| 4                                                                                                 | Amy Frazier                        | Barbara Schett              | 6-3, 5-7, 6-3 |
| 4                                                                                                 | Gigi Fernández Martina Navrátilová | Barbara Schett Petra Ritter | 6-2, 6-1      |

#### Demi-finales
| Espagne - Allemagne - 3 : 2 Real T.C., Santander, Espagne 22 - 23 juillet, Terre (ext.) |                              |                           |               |
| 5                                                                                       | Conchita Martínez            | Anke Huber                | 6-2, 2-6, 6-0 |
| 5                                                                                       | Arantxa Sánchez              | Sabine Hack               | 4-6, 2-6      |
| 5                                                                                       | Arantxa Sánchez              | Anke Huber                | 6-3, 1-6, 6-2 |
| 5                                                                                       | Conchita Martínez            | Sabine Hack               | 6-0, 6-0      |
| 5                                                                                       | Virginia Ruano M. A. Sánchez | Anke Huber Claudia Porwik | 2-6, 2-6      |

| États-Unis - France - 3 : 2 Trask Coliseum, Wilmington, États-Unis 22 - 23 juillet, Moquette (int.) |                                  |                               |               |
| 6                                                                                                   | Mary Joe Fernández               | Mary Pierce                   | 6-71, 3-6     |
| 6                                                                                                   | Lindsay Davenport                | Julie Halard                  | 7-60, 7-5     |
| 6                                                                                                   | Lindsay Davenport                | Mary Pierce                   | 6-3, 4-6, 6-0 |
| 6                                                                                                   | Mary Joe Fernández               | Julie Halard                  | 6-1, 5-7, 1-6 |
| 6                                                                                                   | Lindsay Davenport Gigi Fernández | Julie Halard Nathalie Tauziat | 6-1, 7-62     |

#### Finale
| Espagne - États-Unis - 3 : 2 Valencia T.C., Valence, Espagne 25 - 26 novembre, Terre (ext.) |                              |                                  |               |
| 7                                                                                           | Conchita Martínez            | Chanda Rubin                     | 7-5, 7-63     |
| 7                                                                                           | Arantxa Sánchez              | Mary Joe Fernández               | 6-3, 6-2      |
| 7                                                                                           | Conchita Martínez            | Mary Joe Fernández               | 6-3, 6-4      |
| 7                                                                                           | Arantxa Sánchez              | Chanda Rubin                     | 6-1, 4-6, 4-6 |
| 7                                                                                           | Virginia Ruano M. A. Sánchez | Lindsay Davenport Gigi Fernández | 3-6, 6-73     |

### Groupe mondial II
Le groupe mondial II compte huit équipes, celles vaincues au deuxième tour du tableau final de l'édition précédente.
Opposées une à une, les équipes victorieuses disputent les play-offs I et les équipes vaincues disputent les plays-offs II.
| Indonésie - Argentine - 2 : 3 Gelora Senayan SC, Jakarta, Indonésie 22 - 23 avril, Dur (ext.) |                                 |                                     |                |
| 1                                                                                             | Romana Tedjakusuma              | Gabriela Sabatini                   | 5-7, 2-6       |
| 1                                                                                             | Yayuk Basuki                    | Florencia Labat                     | 7-5, 6-4       |
| 1                                                                                             | Yayuk Basuki                    | Gabriela Sabatini                   | 7-5, 6-4       |
| 1                                                                                             | Romana Tedjakusuma              | Florencia Labat                     | 3-6, 2-6       |
| 1                                                                                             | Yayuk Basuki Romana Tedjakusuma | Gabriela Sabatini Patricia Tarabini | 4-6, 7-63, 3-6 |

| Australie - Slovaquie - 3 : 2 Royal King's Park, Perth, Australie 22 - 23 avril, Herbe (ext.) |                              |                                  |               |
| 2                                                                                             | Rachel McQuillan             | Karina Habšudová                 | 1-6, 3-6      |
| 2                                                                                             | Nicole Bradtke               | Radka Zrubáková                  | 4-6, 6-4, 6-3 |
| 2                                                                                             | Nicole Bradtke               | Karina Habšudová                 | 7-5, 6-4      |
| 2                                                                                             | Rachel McQuillan             | Radka Zrubáková                  | 6-73, 2-6     |
| 2                                                                                             | Nicole Bradtke Rennae Stubbs | Karina Habšudová Radka Zrubáková | 6-1, 6-0      |

| Italie - Canada - 2 : 3 Ancona TA, Ancona, Italie 22 - 23 avril, Terre (ext.) |                                |                                |                |
| 3                                                                             | Sandra Cecchini                | Rene Simpson                   | 4-6, 3-6       |
| 3                                                                             | Silvia Farina                  | Patricia Hy                    | 6-3, 6-74, 6-8 |
| 3                                                                             | Sandra Cecchini                | Patricia Hy                    | 2-6, 3-6       |
| 3                                                                             | Silvia Farina                  | Rene Simpson                   | 7-5, 6-0       |
| 3                                                                             | Laura Golarsa A. Serra Zanetti | Jill Hetherington Rene Simpson | 7-65, 6-2      |

| Suède - Pays-Bas - 0 : 5 Vasagatan Hall, Västerås, Suède 22 - 23 avril, Moquette (int.) |                                  |                              |                |
| 4                                                                                       | Åsa Svensson                     | Kristie Boogert              | 3-6, 7-5, 1-6  |
| 4                                                                                       | Maria Strandlund                 | Miriam Oremans               | 3-6, 1-6       |
| 4                                                                                       | Åsa Svensson                     | Miriam Oremans               | 6-2, 6-74, 3-6 |
| 4                                                                                       | Maria Strandlund                 | Kristie Boogert              | 7-61, 3-6, 0-6 |
| 4                                                                                       | Maria Lindström Maria Strandlund | Manon Bollegraf Caroline Vis | 1-6, 3-6       |

### Play-offs I
Les play-offs I comptent huit équipes, les quatre vaincues au premier tour du groupe mondial et les quatre victorieuses du groupe mondial II.
Les équipes victorieuses sont promues dans le groupe mondial I de l'édition suivante. Les équipes vaincues sont reléguées dans le groupe mondial II de l'édition suivante.
| Argentine - Australie - 5 : 0 Tucuman L.T.C., San Miguel, Argentine 22 - 23 juillet, Terre (ext.) |                                      |                              |               |
| 1                                                                                                 | Florencia Labat                      | Nicole Bradtke               | 6-3, 6-2      |
| 1                                                                                                 | Gabriela Sabatini                    | Rachel McQuillan             | 6-2, 6-2      |
| 1                                                                                                 | Gabriela Sabatini                    | Nicole Bradtke               | 6-0, 3-6, 6-2 |
| 1                                                                                                 | Florencia Labat                      | Rennae Stubbs                | 6-2, 6-4      |
| 1                                                                                                 | Inés Gorrochategui Gabriela Sabatini | Nicole Bradtke Rennae Stubbs | 6-2, 6-3      |

| Afrique du Sud - Bulgarie - 5 : 0 Free State Stadium, Bloemfontein, Afrique du Sud 22 - 23 juillet, Dur (ext.) |                             |                                     |          |
| 2 | Joannette Kruger            | Lioubomira Batcheva                 | 6-0, 6-3 |
| 2 | Amanda Coetzer              | Pavlina Nola                        | 6-0, 6-1 |
| 2 | Amanda Coetzer              | Lioubomira Batcheva                 | 6-2, 6-4 |
| 2 | Joannette Kruger            | Pavlina Nola                        | 6-3, 6-1 |
| 2 | Amanda Coetzer Elna Reinach | Lioubomira Batcheva Dora Djilianova | 6-1, 6-4 |

| Japon - Canada - 5 : 0 Memorial Centre, Gifu, Japon 22 - 23 juillet, Moquette (int.) |                             |                                |               |
| 3                                                                                    | Kimiko Date                 | Jana Nejedly                   | 6-2, 6-2      |
| 3                                                                                    | Naoko Sawamatsu             | Patricia Hy                    | 7-64, 6-1     |
| 3                                                                                    | Kimiko Date                 | Patricia Hy                    | 6-3, 4-6, 6-1 |
| 3                                                                                    | Naoko Sawamatsu             | Jana Nejedly                   | 6-4, 4-6, 6-3 |
| 3                                                                                    | Kyoko Nagatsuka Ai Sugiyama | Jill Hetherington Rene Simpson | 5-7, 6-3, 6-4 |

| Pays-Bas - Autriche - 1 : 4 Casino RC, Noordwijk, Pays-Bas 22 - 23 juillet, Moquette (ext.) |                              |                             |                |
| 4                                                                                           | Miriam Oremans               | Beate Reinstadler           | 6-4, 5-7, 6-2  |
| 4                                                                                           | Kristie Boogert              | Judith Wiesner              | 3-6, 6-1, 3-6  |
| 4                                                                                           | Miriam Oremans               | Judith Wiesner              | 2-6, 2-6       |
| 4                                                                                           | Kristie Boogert              | Beate Reinstadler           | 6-77, 4-6      |
| 4                                                                                           | Nicole Jagerman Caroline Vis | Barbara Schett Petra Ritter | 6-76, 6-1, 4-6 |

### Play-offs II
Les play-offs II comptent huit équipes, quatre issues des groupes par zones géographiques et les quatre vaincues dans les play-offs I.
Les équipes victorieuses sont promues dans le groupe mondial II de l'édition suivante. Les équipes vaincues sont reléguées dans les groupes par zones géographiques de l'édition suivante.
| Belgique - Corée du Sud - 3 : 2 Ostend TC, Ostende, Belgique 22 - 23 juillet, Terre (ext.) |                              |                         |               |
| 1                                                                                          | Laurence Courtois            | Park Sung-hee           | 4-6, 6-3, 2-6 |
| 1                                                                                          | Sabine Appelmans             | Kim Eun-ha              | 6-0, 6-2      |
| 1                                                                                          | Sabine Appelmans             | Park Sung-hee           | 6-3, 6-3      |
| 1                                                                                          | Laurence Courtois            | Kim Eun-ha              | 2-6, 4-6      |
| 1                                                                                          | Sabine Appelmans Nancy Feber | Choi Ju-yeon Kim Eun-ha | 6-1, 6-1      |

| République tchèque - Suède - 4 : 1 Hotel Club, Prague, République tchèque 22 - 23 juillet, Moquette (int.) |                              |                                  |               |
| 2 | Helena Suková                | Maria Strandlund                 | 6-2, 6-3      |
| 2 | Petra Langrová               | Åsa Svensson                     | 4-6, 3-6      |
| 2 | Helena Suková                | Åsa Svensson                     | 4-6, 6-4, 6-3 |
| 2 | Petra Langrová               | Maria Strandlund                 | 6-2, 6-2      |
| 2 | Petra Langrová Helena Suková | Annica Lindstedt Maria Lindström | 6-4, 6-1      |

| Italie - Indonésie - 2 : 3 La Querce TC, Salerne, Italie 22 - 23 juillet, Terre (ext.) |                                |                                 |           |
| 3                                                                                      | Silvia Farina                  | Romana Tedjakusuma              | 6-4, 6-0  |
| 3                                                                                      | A. Serra Zanetti               | Yayuk Basuki                    | 6-72, 5-7 |
| 3                                                                                      | Silvia Farina                  | Yayuk Basuki                    | 4-6, 6-73 |
| 3                                                                                      | A. Serra Zanetti               | Romana Tedjakusuma              | 7-64, 6-3 |
| 3                                                                                      | Silvia Farina A. Serra Zanetti | Yayuk Basuki Romana Tedjakusuma | 6-74, 1-6 |

| Paraguay - Slovaquie - 0 : 5 Yacht & Golf Club, Asuncion, Paraguay 22 - 23 juillet, Terre (ext.) |                                 |                                 |                |
| 4                                                                                                | Larissa Schaerer                | Henrieta Nagyová                | 2-6, 1-6       |
| 4                                                                                                | Magali Benitez                  | Karina Habšudová                | 1-6, 1-6       |
| 4                                                                                                | Larissa Schaerer                | Karina Habšudová                | 3-6, 7-62, 3-6 |
| 4                                                                                                | Magali Benitez                  | Henrieta Nagyová                | 4-6, 2-6       |
| 4                                                                                                | Magali Benitez Larissa Schaerer | Karina Habšudová Denisa Szabová | 6-4, 4-6, 2-6  |